# Defensa Benoni
|       |       |       |       |       |       |       |       |       |  |
|       | a8 rd | b8 nd | c8 bd | d8 qd | e8 kd | f8 bd | g8    | h8 rd |  |
| a7 pd | b7 pd | c7    | d7 pd | e7 pd | f7 pd | g7 pd | h7 pd |       |  |
| a6    | b6    | c6    | d6    | e6    | f6 nd | g6    | h6    |       |  |
| a5    | b5    | c5 pd | d5    | e5    | f5    | g5    | h5    |       |  |
| a4    | b4    | c4 pl | d4 pl | e4    | f4    | g4    | h4    |       |  |
| a3    | b3    | c3    | d3    | e3    | f3    | g3    | h3    |       |  |
| a2 pl | b2 pl | c2    | d2    | e2 pl | f2 pl | g2 pl | h2 pl |       |  |
| a1 rl | b1 nl | c1 bl | d1 ql | e1 kl | f1 bl | g1 nl | h1 rl |       |  |
|       |       |       |       |       |       |       |       |       |  |

La defensa Benoni (ECO A56, A60-A79) es una familia de defensas contra 1.d4, que se caracteriza en primer lugar porque las negras atacan de forma temprana el peón blanco de d4 con la jugada c5, confiando en que si se intercambian los peones, las negras tendrán un centro de peones superior en número, como ocurre en la variante abierta de la siciliana. Sobre el nombre de la defensa existe bastante controversia: por un lado existe la teoría de que en 1825, Aarón Reinganum, miembro de la comunidad de Frankfurt, realizó una profunda monografía sobre la variante, dedicándole mucho tiempo, y como era judío, decidió llamar «Ben Oni» que en hebreo quiere decir «Hijo de mis desvelos»; por otro lado, el historiador Edward Winter en "Chess Notes" señala otras alternativas. El planteamiento de la Benoni original es 1.d4 c5 pero, lo más normal es que las negras jueguen otros órdenes distintos, como 1.d4 Cf6 2.c4 c5. Cada orden tiene sus ventajas e inconvenientes. Sin embargo, el tratamiento que las blancas suelen hacer de la posición es no tomar en c5. De hecho, la casilla d5 que ya no puede ser presionada por ningún peón negro de la columna c puede ser ocupada con ventaja por las blancas. Y como esta estructura se da en casi la totalidad del grueso de la teoría de la defensa, es esta estructura la que la caracteriza singularmente. De hecho, si las blancas no toman en c5 o no juegan el peón a d5, la partida es muy probable que transponga a otras aperturas, como la apertura inglesa (por ejemplo 1.d4 Cf6 2.c4 c5 3.Cf3 cd), la defensa Tarrasch o semitarrasch, el sistema Colle (tras 2. e3...) o incluso la apertura zaragozana (tras 2.c3 cd 3.cd)
A la defensa Benoni se suele llegar con tres órdenes distintos: el primero, llamado Benoni antigua es 1.d4 c5 2.d5; el segundo es el más habitual y se emplea también para proponer el gambito Benko o Volga, según si se usa la literatura anglófila o rusa, y es 1.d4 Cf6 2.c4 c5 3.d5; el tercero, sigue una secuencia india y se utiliza también para proponer el gambito Blumenfeld: 1.d4 Cf6 2.c4 e6 3.Cf3 (a veces también 3.Cc3) c5 4.d5. Este último orden también lo emplea las negras si quieren evitar líneas donde las blancas juegan un temprano f4. Salvo excepciones, los dos últimas secuencias convergen, pero la primera generalmente permite un número elevado de variantes donde las blancas pueden aprovechar con ventaja el hecho de no haber perdido una jugada moviendo el peón 'c'.
|       |       |       |       |       |       |       |       |       |  |
|       | a8 rd | b8 nd | c8 bd | d8 qd | e8 kd | f8 bd | g8 nd | h8 rd |  |
| a7 pd | b7 pd | c7    | d7 pd | e7 pd | f7 pd | g7 pd | h7 pd |       |  |
| a6    | b6    | c6    | d6    | e6    | f6    | g6    | h6    |       |  |
| a5    | b5    | c5 pd | d5 pl | e5    | f5    | g5    | h5    |       |  |
| a4    | b4    | c4 pl | d4    | e4    | f4    | g4    | h4    |       |  |
| a3    | b3    | c3    | d3    | e3    | f3    | g3    | h3    |       |  |
| a2 pl | b2 pl | c2    | d2    | e2 pl | f2 pl | g2 pl | h2 pl |       |  |
| a1 rl | b1 nl | c1 bl | d1 ql | e1 kl | f1 bl | g1 nl | h1 rl |       |  |
|       |       |       |       |       |       |       |       |       |  |

La idea básica de la Benoni es ceder el centro a cambio de desatar un fuerte ataque en el ala de dama gracias a su mayoría de peones en ese sector. Además, el negro tiene un peón débil en d6 y cede al blanco una casilla fuerte en c4. Otra idea importante es tratar de controlar con peones las casillas b5 y c5 sujetos por los peones d6 y h6, si se consigue esta posición en general es una importante ventaja negra que lleva a la victoria de muchas partidas. A los clásicos esto les parecía demasiado, y condenaron sin paliativos esta defensa. No obstante, el negro no sólo tiene superioridad de peones en el ala de dama; con el fianchetto del alfil en g7 tienen una pieza controlando esa ala y la diagonal abierta, algo que no es tan fácil en las líneas de fianchetto. Por otro lado suelen controlar eficazmente la columna e abierta. Las negras deben de bloquear los peones centrales y lanzar un ataque en el ala de dama; por el contrario las blancas deben movilizar sus peones centrales en buenas condiciones, jugando f4 y e5. En general, da partidas abiertas y tácticas.
Las principales ideas de las negras en esta defensa son:
- la dama juega a a5 para presionar sobre la casilla c3

como por ejemplo en la variante 1.d4 c5 2. d5 Cf6 3. Cc3 Da5
- las negras juegan un temprano b5, a menudo y como idea principal en forma de gambito

|       |       |       |       |       |       |       |       |       |  |
|       | a8 rd | b8 nd | c8 bd | d8 qd | e8 kd | f8 bd | g8    | h8 rd |  |
| a7 pd | b7    | c7    | d7 pd | e7 pd | f7 pd | g7 pd | h7 pd |       |  |
| a6    | b6    | c6    | d6    | e6    | f6 nd | g6    | h6    |       |  |
| a5    | b5 pd | c5 pd | d5 pl | e5    | f5    | g5    | h5    |       |  |
| a4    | b4    | c4 pl | d4    | e4    | f4    | g4    | h4    |       |  |
| a3    | b3    | c3    | d3    | e3    | f3    | g3    | h3    |       |  |
| a2 pl | b2 pl | c2    | d2    | e2 pl | f2 pl | g2 pl | h2 pl |       |  |
| a1 rl | b1 nl | c1 bl | d1 ql | e1 kl | f1 bl | g1 nl | h1 rl |       |  |
|       |       |       |       |       |       |       |       |       |  |

como es el caso del gambito Benko o Volga que se plantea tras 1.d4 Cf6 2.c4 c5 3.d5 b5 
o del gambito Blumenfeld, que se plantea tras 1.d4 Cf6 2.c4 e6 3.Cf3 c5 4.d5 b5. 
Pero esta idea también se produce de otras formas, como 
1.d4 c5 2. d5 b5 o 
1.d4 c5 2. d5 Cf6 3. Cf3 b5 o 
1.d4 c5 2. d5 Cf6 3. Cc3 Da5 4. Ad2 b5 o
1.d4 c5 2. d5 Cf6 3. Cc3 g6 4.Cf3, Ag7 5.e4 0-0 6.Ae2 b5
- jugar un temprano d6, a semejanza de la india de rey, retrasando la ruptura por la columna 'e'

Por ejemplo: 1.d4 c5 2. d5 d6 3. Cc3 g6. A este orden se le conoce como Benoni-Schmid y surge también con otros órdenes: 1.d4 Cf6 2. Cf3 c5 3. d5 d6 y 1.d4 c5 2. d5 d6 3. e4 Cf6 4.Cc3  g6 o incluso 1.d4 c5 2. d5 Cf6 3. Cc3 g6 4.Cf3, Ag7 5.e4 0-0 6.Ae2 d6
- juegan pronto e6 para pedir explicaciones al peón de d5

Esta plan es el estándar, y las negras lo implementan de varias formas:
Por un lado está la 'amenaza nimzoindia' que se produce tras 1.d4 Cf6 2.c4 e6 3.Cf3 c5 4.d5 ed 5.cd d6. Esta es la tabiya principal de la benoni y a menudo el primer objetivo del negro. Las negras también tienen otra secuencia que conduce a la citada tabiya: 1.d4 Cf6 2.c4 c5 3.d5 e6 4.Cc3 ed 5.cd d6. A veces se puede llegar a esta tabiya tras la secuencia benoni antigua: 1.d4 c5 2.d5 e6 3.c4 Cf6 4.Cc3 ed 5.cd d6. Sin embargo tras 1.d4 c5 2.d5 e6 las blancas no tienen que colaborar con 3.c4 y a menudo juegan 3. Cc3 , ya que tras 3...Cf6 4. e4, tanto si las negras juegan 4...ed5? 5.e5! como si juegan 4...d6 5.Ab5+ y 6. de6 las blancas obtienen ventaja
- Juegan e5 bloqueando el centro

Por ejemplo la llamada defensa benoni checa que se produce tras 1.d4 Cf6 2.c4 c5 3.d5 e5. Las negras pueden jugar una benoni checa acelerada en la siguiente secuencia: 1.d4 c5 2.e4 e5
- Transladan el alfil de rey al ala de dama

En la benoni serpiente, las negras llevan su alfil a la casilla a5 tras colocarlo antes en d6: 1.d4 c5 2.d5 e6 3.c4 Cf6 4.Cc3 ed 5.cd Ad6
- Luchan por la casilla e4 mediante la jugada f5

Por ejemplo la línea más antigua registrada de la familia, 1.d4 c5 2.d5 f5
- Fianchettan su alfil de rey para darle juego a esta pieza
- Preparan la expansión del ala de dama con a6 y si pueden b5
- Intercambia su alfil blanco por el caballo de f6
- Presionan sobre la columna e con la torre

Las principales ideas blancas son:
- Omiten c4 para desarrollar rápido las piezas
- Fianchettan su alfil de rey
- Evitan el intercambio de alfil por caballo de f3 y colocan el suyo de forma que sostengan el peón de f3
- Usan su casilla c4 para poner un álfil o un caballo
- Juegan el peón f a f4 para apoyar una ruptura en e5

Línea principal
1.d4 Cf6
2.c4 c5
1.d4 Cf6 2.c4 c5 3.d5 e6 Línea principal
1.d4 Cf6 2.c4 c5 3.d5 e6 4.Cc3 exd5 5.cxd5 d6 6.e4 Línea principal
1.d4 Cf6 2.c4 c5 3.d5 e6 4.Cc3 exd5 5.cxd5 d6 6.e4 g6 7.f4
1.d4 Cf6 2.c4 c5 3.d5 e6 4.Cc3 exd5 5.cxd5 d6 6.e4 g6 7.f4 Ag7 8.e5
1.d4 Cf6 2.c4 c5 3.d5 e6 4.Cc3 exd5 5.cxd5 d6 6.e4 g6 7.f4 Ag7 8.Ab5+
1.d4 Cf6 2.c4 c5 3.d5 e6 4.Cc3 exd5 5.cxd5 d6 6.e4 g6 7.f4 Ag7 8.Cf3
1.d4 Cf6 2.c4 c5 3.d5 e6 4.Cc3 exd5 5.cxd5 d6 6.e4 g6 7.Cf3
1.d4 Cf6 2.c4 c5 3.d5 e6 4.Cc3 exd5 5.cxd5 d6 6.e4 g6 7.Cf3 Ag7 8.Ae2 0-0
1.d4 Cf6 2.c4 c5 3.d5 e6 4.Cc3 exd5 5.cxd5 d6 6.e4 g6 7.Cf3 Ag7 8.Ae2 0-0 9.0-0
1.d4 Cf6 2.c4 c5 3.d5 e6 4.Cc3 exd5 5.cxd5 d6 6.e4 g6 7.Cf3 Ag7 8.Ae2 0-0 9.0-0 a6 10.a4
1.d4 Cf6 2.c4 c5 3.d5 e6 4.Cc3 exd5 5.cxd5 d6 6.e4 g6 7.Cf3 Ag7 8.Ae2 0-0 9.0-0 a6 10.a4 Ag4
1.d4 Cf6 2.c4 c5 3.d5 e6 4.Cc3 exd5 5.cxd5 d6 6.e4 g6 7.Cf3 Ag7 8.Ae2 0-0 9.0-0 Te8
1.d4 Cf6 2.c4 c5 3.d5 e6 4.Cc3 exd5 5.cxd5 d6 6.e4 g6 7.Cf3 Ag7 8.Ae2 0-0 9.0-0 Te8 10.Cd2
1.d4 Cf6 2.c4 c5 3.d5 e6 4.Cc3 exd5 5.cxd5 d6 6.e4 g6 7.Cf3 Ag7 8.Ae2 0-0 9.0-0 Te8 10.Cd2 Ca6
1.d4 Cf6 2.c4 c5 3.d5 e6 4.Cc3 exd5 5.cxd5 d6 6.e4 g6 7.Cf3 Ag7 8.Ae2 0-0 9.0-0 Te8 10.Cd2 Ca6 11.f3
1.d4 Cf6 2.c4 c5 3.d5 e6 4.Cc3 exd5 5.cxd5 d6 6.e4 g6 7.Cf3 Ag7 8.Ag5
1.d4 Cf6 2.c4 c5 3.d5 e6 4.Cc3 exd5 5.cxd5 d6 6.e4 g6 7.Ad3
1.d4 Cf6 2.c4 c5 3.d5 e6 4.Cc3 exd5 5.cxd5 d6 6.e4 g6 7.f3
1.d4 Cf6 2.c4 c5 3.d5 e6 4.Cc3 exd5 5.cxd5 d6 6.Cf3 g6 Segunda línea
1.d4 Cf6 2.c4 c5 3.d5 e6 4.Cc3 exd5 5.cxd5 d6 6.Cf3 g6 7.g3
1.d4 Cf6 2.c4 c5 3.d5 e6 4.Cc3 exd5 5.cxd5 d6 6.Cf3 g6 7.g3 Ag7 8.Ag2 0-0
1.d4 Cf6 2.c4 c5 3.d5 e6 4.Cc3 exd5 5.cxd5 d6 6.Cf3 g6 7.g3 Ag7 8.Ag2 0-0 9.0-0 Cbd7
1.d4 Cf6 2.c4 c5 3.d5 e6 4.Cc3 exd5 5.cxd5 d6 6.Cf3 g6 7.g3 Ag7 8.Ag2 0-0 9.0-0 Cbd7 10.Cd2 a6 11.a4 Te8
1.d4 Cf6 2.c4 c5 3.d5 e6 4.Cc3 exd5 5.cxd5 d6 6.Cf3 g6 7.Ag5
1.d4 Cf6 2.c4 c5 3.d5 e6 4.Cc3 exd5 5.cxd5 d6 6.Cf3 g6 7.Ag5 Ag7 8.e3
1.d4 Cf6 2.c4 c5 3.d5 e6 4.Cc3 exd5 5.cxd5 d6 6.Cf3 g6 7.Cd2
1.d4 Cf6 2.c4 c5 3.d5 d6 Sistema Hromadka
1.d4 Cf6 2.c4 c5 3.d5 Ce4
1.d4 Cf6 2.c4 c5 3.d5 e5
1.d4 Cf6 2.c4 c5 3.d5 e5 Benoni checa
Una posición que puede ser molesta para las negras es la de Af4 una vez que se ha realizado h3 por parte del blanco. Esta jugada es un poco molesta y no permite bien la coordinación de piezas y el desarrollo de las negras por lo  que una variante para prevenir esta posición es
1.d4 Cf6 2.c4 c5 3.d5 e6 4.Cc3 exd5 5.cxd5 d6 6.e4 g6 7.h3 jugada que puede llevar a la molesta variante ya mencionada 7...Ag7 8.Cf3 0-0 9.Ad3 Te8 10.0-0 c4 11.Ac2 b5 12.Cxb5 Cxe4 13.Axe4 Txe4 14.Cd2 Th4 15.Te1 Axh3 16.gxh3 Dd7 recuperando la pieza sacrificada o si no el mate imparable en esta posición con buen juego para el negro.

## Benoni antigua
|       |       |       |       |       |       |       |       |       |  |
|       | a8 rd | b8 nd | c8 bd | d8 qd | e8 kd | f8 bd | g8 nd | h8 rd |  |
| a7 pd | b7 pd | c7    | d7 pd | e7 pd | f7 pd | g7 pd | h7 pd |       |  |
| a6    | b6    | c6    | d6    | e6    | f6    | g6    | h6    |       |  |
| a5    | b5    | c5 pd | d5    | e5    | f5    | g5    | h5    |       |  |
| a4    | b4    | c4    | d4 pl | e4    | f4    | g4    | h4    |       |  |
| a3    | b3    | c3    | d3    | e3    | f3    | g3    | h3    |       |  |
| a2 pl | b2 pl | c2 pl | d2    | e2 pl | f2 pl | g2 pl | h2 pl |       |  |
| a1 rl | b1 nl | c1 bl | d1 ql | e1 kl | f1 bl | g1 nl | h1 rl |       |  |
|       |       |       |       |       |       |       |       |       |  |

La Benoni antigua (ECO A43) es la idea original, y aunque menor también es interesante. 
Línea principal
1.d4 c5
1.d4 c5 2.d5 Cf6
1.d4 c5 2.d5 Cf6 3.Cc3 Da5
1.d4 c5 2.d5 Cf6 3.Cf3
1.d4 c5 2.d5 Cf6 3.Cf3 c4
1.d4 c5 2.d5 Cf6 3.Cf3 g6
1.d4 c5 2.d5 d6
1.d4 c5 2.d5 d6 3.Cc3 g6
1.d4 c5 2.d5 e5
1.d4 c5 2.d5 e5 3.e4 d6
1.d4 c5 2.d5 e6 3.e4
1.d4 c5 2.d5 f5